# Batalha de Englefield
A Batalha de Englefield foi uma vitória dos saxões ocidentais contra um exército viking dinamarquês no dia 31 de dezembro de 870 em Englefield, próximo a Reading em Berkshire. Foi a primeira de uma série de batalhas que ocorreram após a invasão de Wessex pelo exército dinamarquês em dezembro de 870.
Até 870, os vikings haviam conquistado dois dos quatro reinos Anglo-saxões, Nortúmbria e Ânglia Oriental. No final de 870, eles iniciaram uma tentativa de conquistar Wessex e marcharam da Ânglia Oriental até Reading, chegando no dia 28 de dezembro. Três dias depois, eles enviaram um grande grupo sob comando de dois condes para pilhagem e reconhecimento do território. Este grupo foi recebido em Englefield por tropas locais sob o comando de Etelvulfo, Ealdormano de Berkshire. Depois que um dos condes foi morto e uma boa parte do exército dinamarquês foi derrubada, as forças vikings fugiram.
A vitória dos saxões durou pouco tempo. Quatro dias depois, as tropas do exército saxão ocidental — liderado por Etelredo de Wessex e seu irmão, o futuro Rei Alfredo de Wessex — atacaram o principal acampamento dinamarquês em Reading e foram contra-atacadas na Batalha de Reading. Entre os vários mortos estava Etelvulfo. Outras batalhas se seguiram, incluindo a Batalha de Ashdown, uma vitória dos saxões ocidentais e a Batalha de Marton, quando os dinamarqueses venceram. Logo após a Páscoa, ocorrida em 15 de abril daquele ano, Etelredo morreu e foi sucedido por Alfred.
A Batalha de Englefield pôde ser datada pois o Bispo Heahmund de Sherbone morreu na Batalha de Marton, e é sabido que ele faleceu no dia 22 de março de 871. A Crônica Anglo-Saxônica registra que a Batalha de Basing ocorreu dois meses antes, ou seja, 22 de janeiro; Ashdown catorze dias antes desta, em 8 de janeiro; Reading quatro dias antes, em 4 de janeiro; Englefield mais quatro dias antes em 31 de dezembro de 870, e a chegada dos vikings em Reading três dias antes desta em 28 de dezembro. Contudo, como o intervalo de dois meses entre Marton e Basing é provavelmente inexato, as datas anteriores são aproximadas.